# Carga inalámbrica

Diagrama de carga inductiva

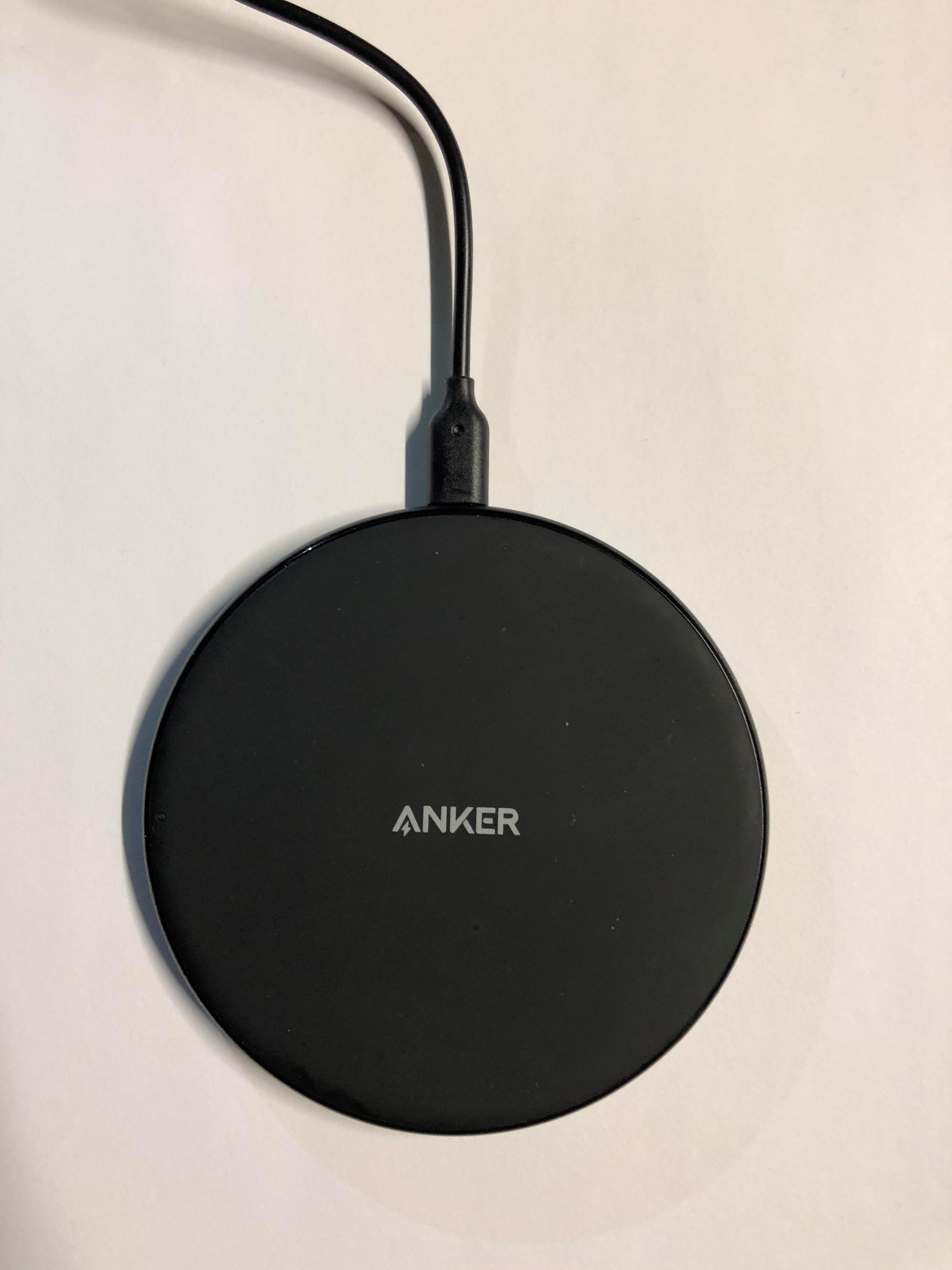
Almohadilla o pad de recarga inalámbrica Anker utilizada para cargar dispositivos en el estándar Qi.

La carga inalámbrica (también conocida como carga inductiva) es la transferencia de electricidad a través de ondas que llegan a las máquinas de recepción, haciendo que el dispositivo se cargue. En el mercado se encuentran bases sobre cuya superficie se colocan dispositivos, creándose una carga eléctrica. Se considera en un futuro la posibilidad de cargar vehículos eléctricos. La tecnología de carga inalámbrica fue desarrollada inicialmente por Nikola Tesla a finales del siglo XIX

## Transferencia inductiva de energía
La transferencia inductiva de energía se basa desde la plataforma de transmisión ubicada en el suelo hasta la almohadilla de recepción en el interior del coche eléctrico esto es para transmitir la energía a través de la resonancia magnética. Es decir, que el dispositivo solo tiene que estar cerca de la almohadilla para cargar su energía.
La fuente de alimentación energiza una bobina en el rango de 5-125.ª conectada a una corriente eléctrica. La bobina puede necesitar la compensación de condensadores en serie o en paralelo para reducir el voltaje y las corrientes en el circuito de suministro.
El impacto de los puntos de carga sobre el entorno es mínimo, ya que simplemente se necesitan almohadillas de carga. Es decir, que se pueden instalar en cualquier sitio. Por otro lado, el efecto de la resonancia magnética del IPT sobre los usuarios es similar a la de un cepillo eléctrico. Para protegerlo contra el vandalismo, el sistema no se puede desmontar sin una herramienta específica. Además, como el sistema es sencillo y no está formado por piezas móviles o contactos, su desgaste es mínimo y la duración larga. Otra ventaja de esta tecnología es que permite que el flujo de energía se invierta y que el vehículo pueda devolverla a la red.
Existen 2 tipos de carga Inalámbrica:
1. Carga electromagnética: Este tipo de carga es inductiva y utiliza un campo electromagnético para la transferencia de energía. Se requiere una estación de carga que envía la energía a las baterías del dispositivo a cargar. Este tipo de carga es a corta distancia y requiere contacto con los dispositivos.
  1. Ventajas:  No hay un riesgo de recibir una descarga ya que no hay contacto directo con la fuente de energía. Es segura incluso en contacto con agua.Farola de carga inalámbrica de acceso público instalada en Wuhan, provincia de Hubei, China.

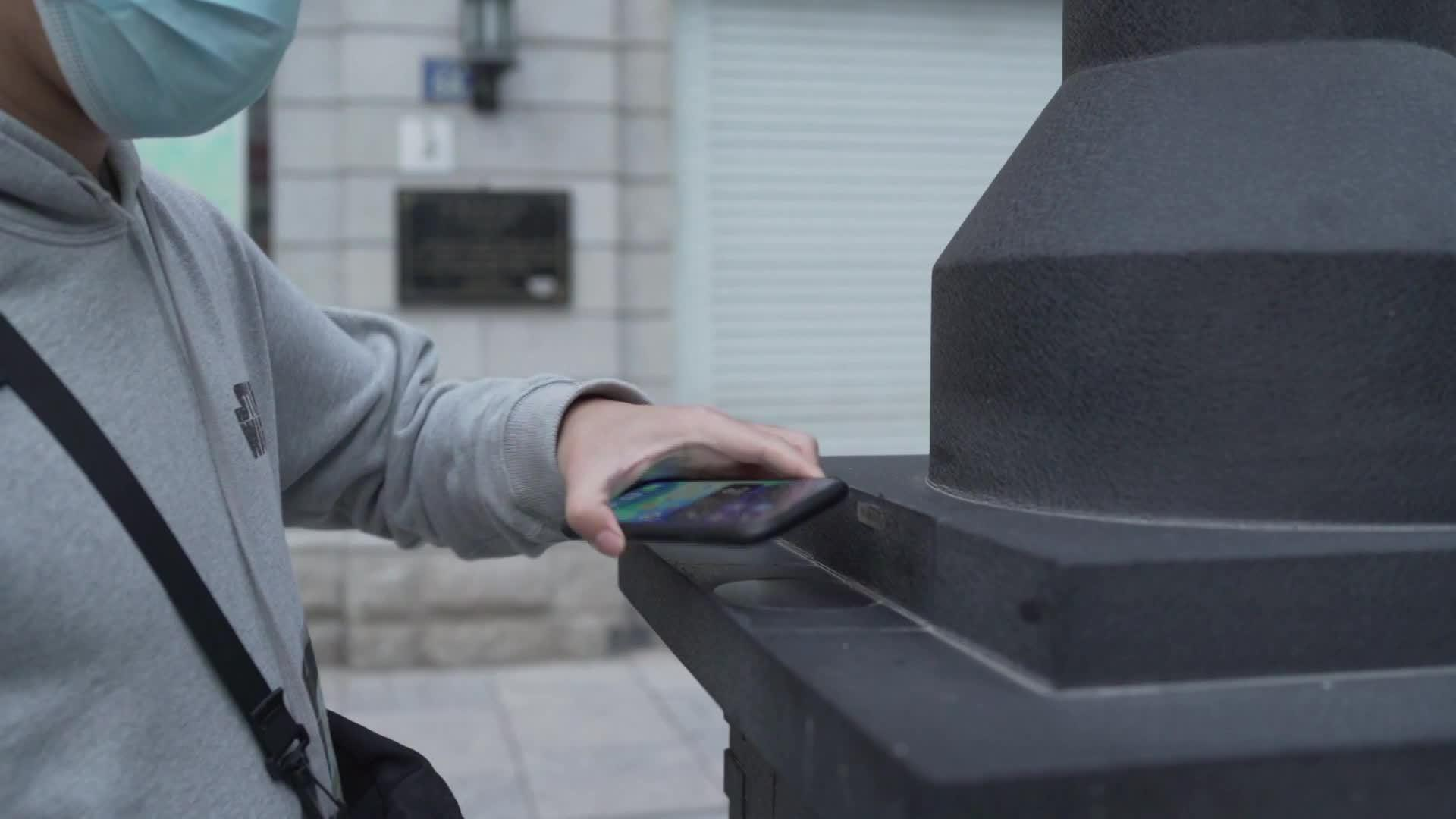
Farola de carga inalámbrica de acceso público instalada en Wuhan, provincia de Hubei, China.

  2. Desventajas:  El dispositivo que se encarga de la transferencia de energía puede ser menos eficiente en comparación con un sistema de carga cableado.
2. Carga por resonancia: Este tipo de carga se da a una distancia de 50 centímetros. Se utilizan dos bobinas de cobre, una que hace el trabajo de enviar la energía de la fuente y otra que recibe la energía y que va conectada al dispositivo a cargar. La transferencia de energía se da cuando las dos bobinas tienen la misma frecuencia y están cerca.

## Potencia y usos
La carga inalámbrica puede tener diferentes utilidades tanto para recuperar la batería de dispositivos electrónicos, como de vehículos eléctricos, sin necesidad de utilizar cables.
La carga inalámbrica de baja potencia para electrónica de consumo - como cepillos eléctricos- y ahora para teléfonos móviles y portátiles lleva funcionando varios años, transfiriendo unos pocos vatios desde una distancia en el aire de unos pocos milímetros. Esta tecnología ha dado un salto adelante, ya que se pueden transferir kilovatios de energía desde una distancia en el aire de cientos de milímetros, sin las pérdidas que existían anteriormente en las transferencias de energía de poca eficiencia y se viene utilizando en muchas aplicaciones industriales para la automatización industrial y ensamblado automovilístico, además de comenzar su aplicación a la carga de vehículos eléctricos.

## Vehículos eléctricos

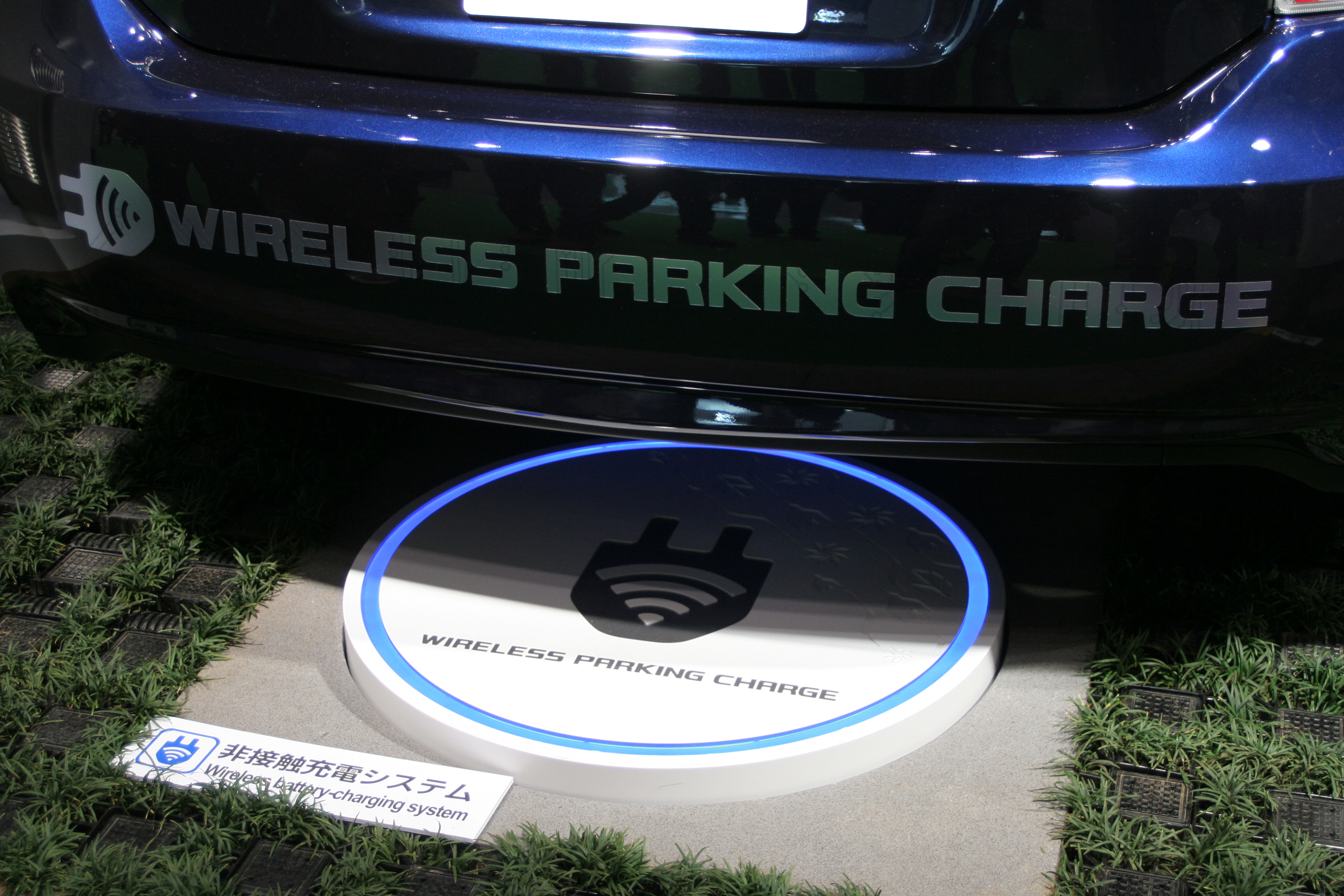
Demostración de un punto de carga inalámbrica en el Salón del Automóvil de Tokio 2011.

La carga inalámbrica de vehículos eléctricos (en inglés, Wireless Electric Vehicle Charging - WEVC), cuenta con dos tipos principales de sistemas:
- Sistemas estáticos o estacionarios: se utilizaría mientras el vehículo está estacionado, tanto en casa, como en la vía pública. Actualmente compañías como Toyota en colaboración con WiTricity pretenden implementar este tipo de sistemas de carga a vehículos eléctricos no solo en el hogar, sino también en vías públicas. Por otra parte, Bosch ha llegado a un acuerdo con Evatran para ofrecer un sistema, denominado Plugless L2, que es compatible con los dos modelos más populares en estos momentos, tanto Chevrolet Volt como Nissan Leaf, además de en Rolls Royce Phantom 102EX y Citroën C1.[7][8] El sistema carga el vehículo eléctrico tan rápido como una estación enchufable Nivel 2 (240V) – aproximadamente 8 horas para el Nissan LEAF y 3 para el Chevrolet Volt.[9]
- Sistemas dinámicos: tienen por objetivo de cargar un vehículo mientras éste está en movimiento, como sucede con la versión dinámica de Qualcomm Halo.[10][11][12]

La tecnología WEVC utiliza la resonancia magnética para acoplar la energía desde una unidad de carga base (Base Charging Unit - BCU) a una unidad de carga del vehículo (Vehicle Charging Unit - VCU).  La energía se transfiere desde el pad VCU por medio de acoplamiento magnético y se utiliza para cargar las baterías del coche. Las comunicaciones entre el VCU y BCU aseguran un impacto mínimo en la red eléctrica.
En enero de 2019, la filial de Volvo Group, Volvo Group Venture Capital, anunció su inversión con la empresa estadounidense especialista en carga inalámbrica Momentum Dynamics.

## Estandarización
SAE, IEEE y CENELEC están trabajando en estándares de carga inalámbrica.